# 라우람
라우람(베트남어: rau răm, 학명: Persicaria odorata 페르시카리아 오도라타[*])은 마디풀과의 열대 식물이다.

## 분포
인도차이나 반도가 원산지이다.